# Papoušek žlutoramenný
Papoušek žlutoramenný (Psephotus chrysopterygius) je vzácný druh papouška obývající pouze australský poloostrov Cape York. Tento pestrý papoušek je podobný papoušku žlutokřídlému, avšak ve volné přírodě se tyto dva druhy nemohou setkat. Pohlaví jsou snadno rozeznatelná: samice jsou převážně zelené až světle žluté, zatímco samci mají výrazné tyrkysové břicho, žlutá ramena a černý pruh táhnoucí se od zobáku až k zátylku. Tento druh je zahrnutý v dohodě CITES I a populace asi 1 000 volně žijících jedinců má za následek i malý genofond. Tento australský papoušek obývá ve volné přírodě převážně suché oblasti na území Severního teritoria. Popisuji základní subspecii, která se v našich chovech vyskytuje nejčastěji. Samec: temeno hlavy černé, oblast okolo řitního otvoru oranžová, celá přední část a líce jsou zelenomodrá, záda černá s výrazně žlutými křídly Samice: celkově méně vybarvená, celá zelená, pouze břicho a líce namodralé Mláďata: po vylétnutí z hnízda jsou od matky téměř k nerozeznání, jen zkušený chovatel dokáže rozpoznat intenzivnější zabarvení lící a světlejší břicho u mladých samečků

## Výskyt

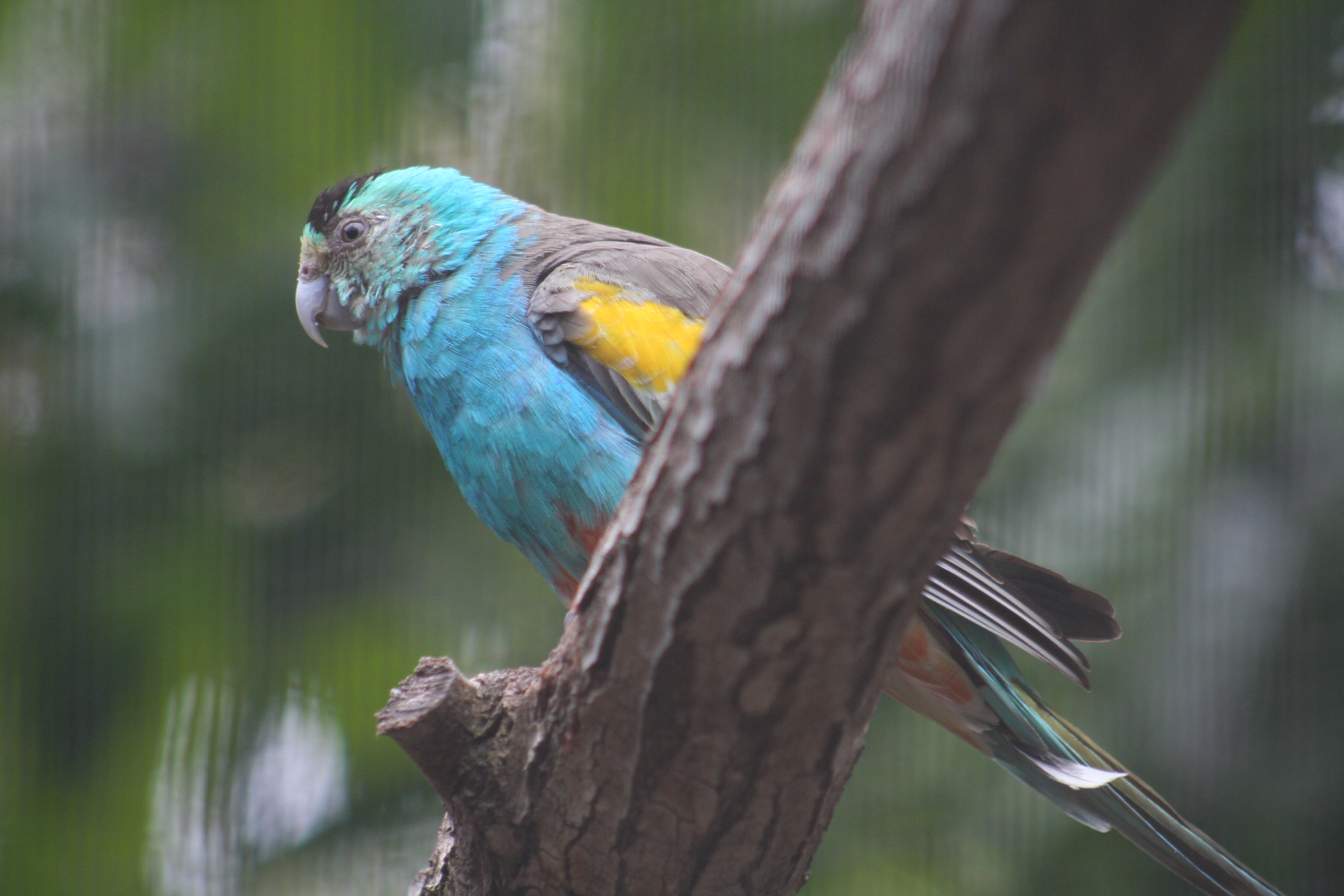
Samec papouška žlutoramenného

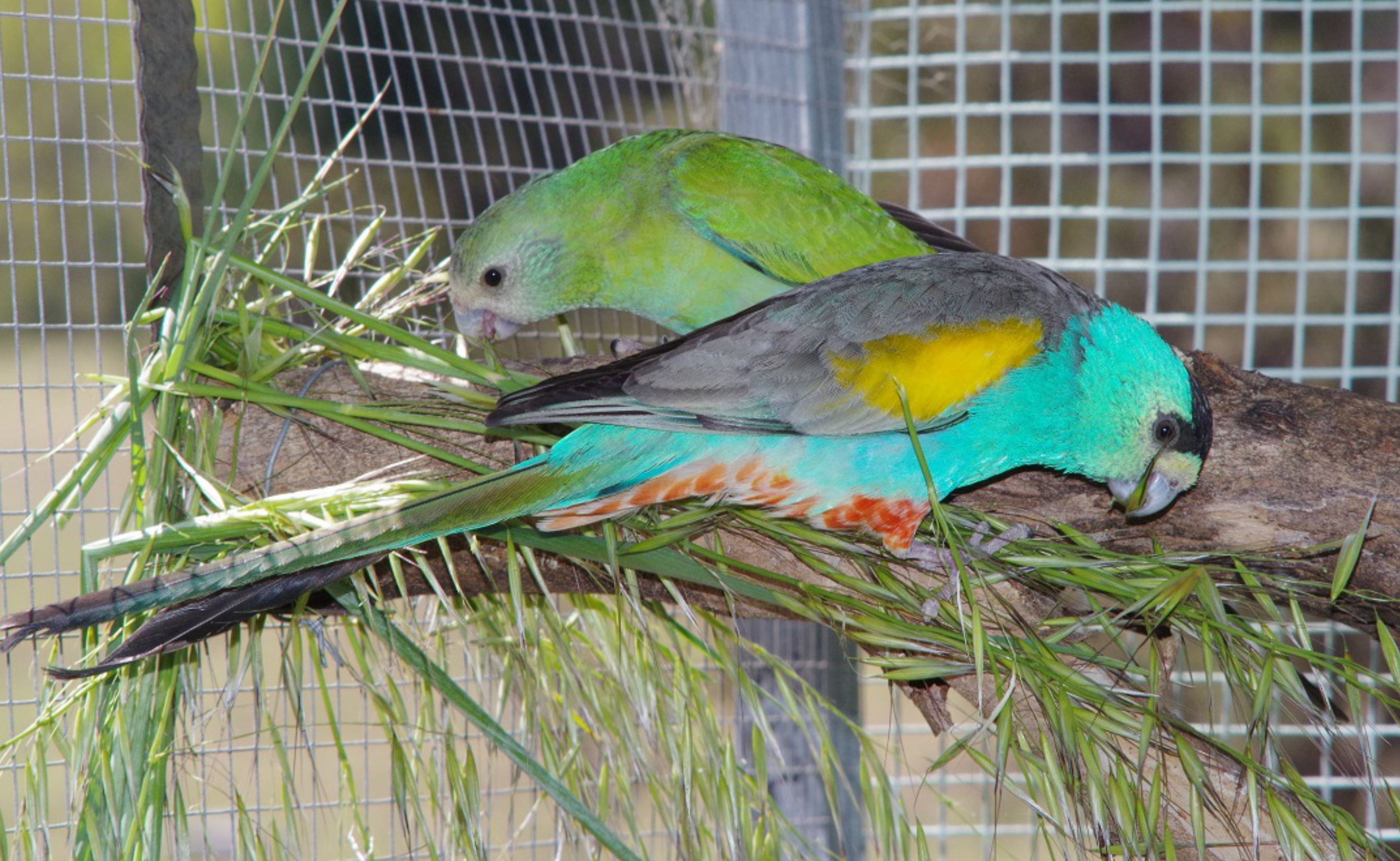
Pár papoušků žlutoramenných

Papoušci žlutoramenní obývají pouze poloostrov Cape York na severovýchodě Austrálie. Vyhledávají otevřené a mírně zalesněné oblasti. Pro jejich výskyt je důležité i to, zda se v dané oblasti nachází i termitiště, kde mohou zahnízdit, a která jsou stavěna většími druhy termitů.

## Popis
Dospělí jedinci váží okolo 56 g a jejich tělo měří asi 26 cm (některé zdroje ale uvádí i 23 až 28 cm). U papoušků žlutoramenných je vyvinutý výrazný pohlavní dimorfismus: samci jsou pestrobarevní, zatímco samice méně výrazné a převážně zelené. Samečci mají tyrkysové dolní partie, jen břicho je růžové až lososové, ramena žlutá a od zobáku se jim táhne černý pruh až k zátylku, kde se barva zesvětluje až do tmavě hnědé. Ocasní peří je hnědé a modré, záda šedohnědá. Naopak samičky jsou zbarveny v různých odstínech zelené až žluté, jen břicho je světle růžové. Mladí jedinci jsou podobní samicím, již v nízkém věku však lze u samců rozpoznat spíše tyrkysový odstín na hlavě. Mladé lze nejspolehlivěji od samic rozeznat díky oranžovému zobáku, který je u dospělých ptáků šedobílý. Duhovka hnědá, nohy šedé.
Tito ptáci jsou poměrně tišší, většinou se hlasově neprojevují.

## Chování
Jsou aktivní během dne, který tráví především sháněním potravy: různých druhů semen nebo plodů.
Papoušci žlutoramenní hnízdí na konci období dešťů v termitištích, kam hloubí tunel dlouhý mezi 50 až 350 mm. Takový způsob hnízdění je výhodný například proto, že stavba drží vejce v teple, takže rodiče mohou odletět na delší dobu, aniž by tím snůšku nějak poškodili. Snůška se pohybuje mezi třemi až šesti vejci, která jsou následně zahřívaná asi 20 dní. Během výzkumu provedeného v letech 1975 až 1979 bylo zjištěno, že existují pouze dvě oblasti, kde papoušci žlutoramenní hnízdí. První místo se nachází na sever od řeky Morehead, druhé na jihu Cape Yorku. Podlé této studie byla pro hnízdění populární především termitiště postavená druhem Amitermes scopulus, ve druhé řadě pak termity Amitermes laurensis. Důvodem pravděpodobně bylo, že termitiště stavěná prvním z uvedených druhů mívají více kuželovitý tvar.
Po prvním období dešťů tvoří menší skupinky i s jinými druhy, například lasoletem černolícím (Artamus cinereus), čímž sníží pravděpodobnost predace ze strany flétňáků černohrdlých (Cracticus nigrogularis).

## Populace
Dle Mezinárodního svazu ochrany přírody přísluší druhu papoušek žlutoramenný status ohrožený (EN) a je též zahrnut v CITES, příloze 1. Je to především kvůli klesajícímu rozsahu, který je způsobený i rozšiřováním stád dobytka. Během 20. století se rozšíření těchto ptáků výrazně zmenšilo, v současné době se populace soustředí pouze do čtyř malých oblastí. Důležitým aspektem v klesání populace těchto papoušků je i predace, ať už ze strany koček domácích, koček divokých, turistů nebo divokých prasat, která ničí hnízda. Ačkoliv je ze strany IUCN snaha o udržení populace, například monitorování jedinců, poskytování potravy navíc během období dešťů a zakládání chráněných oblastí, počty těchto ptáků stále klesají.

## Chov v zoo
Tento druh papouška patří mezi zřídka chované druhy. V dubnu 2020 byl chován přibližně jen v 15 evropských zoo. V Česku se ve stejnou dobu jednalo o dvě zoologické zahrady:
- Zoo Plzeň
- Zoo Praha

### Chov v Zoo Praha
Papoušek žlutoramenný byl v minulosti již krátce chován v roce 2014. Aktuální chov započal roku 2018, kdy byli přivezeni dva samci a jedna samice. Nejprve byl získán pár od soukromého chovatele, v listopadu přibyl samec z Vogelparku Turnersee.
Jde o jeden z druhů expozičního komplexu Darwinův kráter, který se nachází v dolní části zoo. 